# 乔·苏亚雷斯
乔·苏亚雷斯（葡萄牙語：Joe Soares，1959年8月13日—），美国男子轮椅橄榄球运动员。他曾代表美国参加1996年夏季残疾人奥林匹克运动会轮椅橄榄球比赛，获得一枚金牌。